# اسید استواستیک
اسید استواستیک (که اسید دی استیک نیز خوانده می‌شود), یک ترکیب آلی با فرمول شیمیایی CH3COCH2COOH می‌باشد. این ترکیب، ساده‌ترین گروه بتا کتو اسید بوده و همانند سایر اعضای این گروه ناپایدار است. استرهای متیل و اتیل، که کاملاً پایدارند، در مقیاس صنعتی برای تولید رنگ‌ها کاربرد دارند.